# スウェーデン軍
スウェーデン国防軍（スウェーデンこくぼうぐん、スウェーデン語: Försvarsmakten、国防軍）は、スウェーデンが保有する軍隊である。
陸軍（典: Armén）・海軍（典: Marinen）・空軍（典: Flygvapnet）の三軍に加え、補助組織の郷土防衛隊（典: Hemvärnet）で構成されており、国防省に所属する。

## 概要
スウェーデンはこれまで非同盟中立の立場をとっていたが、ロシアのウクライナ侵攻を受け、NATOへの加盟が2024年2月に正式承認された。
兵器の国産にも熱心で独自の潜水艦・戦闘機・戦闘車両などを開発し配備している。そのため、軍事費、兵器生産などは自国で負担する。近年は、軍事予算は削減しているが、規模は維持している。その背景には、ロシアなど東欧を中心とした政治的な不安定さがある。
スウェーデンの総人口は約900万人ほどと、ニューヨーク市や東京23区程度にとどまるので、三軍の正規軍の規模はそれほど巨大ではない。しかし、2010年7月1日には男子に対する兵役の義務が正式に廃止されたが、郷土防衛隊は3万以上を保有している。また実戦部隊は11万人おり、予備役は30万人にも及ぶ（2001年）。GDPに占める軍事支出は2%であり、冷戦終結後の主要先進国としてはやや高い割合である。徴兵制度を課していた時代には、良心的兵役拒否が合法化されており、代替役務が制度化されていた。現在の軍の課題としては、急速にその規模を縮小させられているにもかかわらず、海外派遣任務については変わらないか、むしろ増加していることによって、兵士の遣り繰りが困難になってきているという状態にある。
2010年度より正規兵＋義勇軍（志願兵）で構成されているが、義勇軍が予定されていた人数を下回る事と質の低下により、2018年1月から徴兵制が復活した(18歳以上の男女、年4000人が対象)。

## 歴史

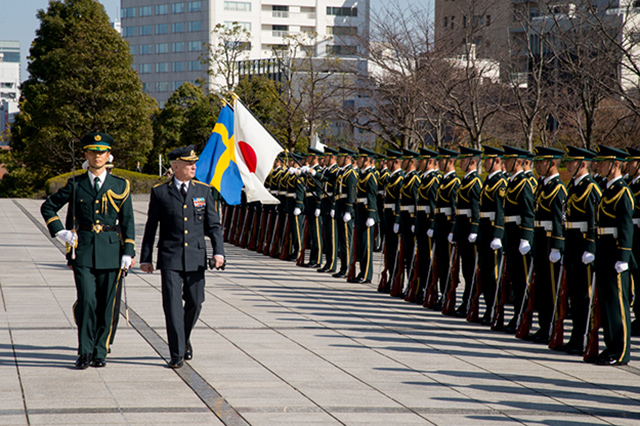
スウェーデン国防軍最高司令官の日本訪問。

近世までのスウェーデンは軍事国家であり、欧州に覇を競う列強の一員として、17世紀から18世紀初頭にかけては軍事技術をリードする立場であった。特に、ドイツにおける三十年戦争で武名を馳せ、自らも戦場に散ったスウェーデン国王グスタフ・アドルフは、軍事革命の立役者の一人である。
18世紀の大北方戦争では緒戦こそ優勢であったが最終的にはロシア帝国などに敗北し、それ以降のスウェーデンは海外進出をあきらめて自国の国土防衛に専念するようになる。ナポレオン戦争では反フランス陣営に与してフィンランドを失陥するが、ナポレオン戦争終結後に現在のベルナドッテ王朝が成立し、それ以後はヨーロッパの大戦争に関与することなく武装中立（中立主義）を掲げて今日に至る。だがスウェーデンは、中立を前提としながらもフィンランドに名目的な義勇軍としての正規軍将兵を派遣していたこともあった。
第一次世界大戦や第二次世界大戦はもとより、戦後の冷戦においても中立を維持し、北欧におけるノルディックバランスを構築してきたとされる。ただ、冷戦に関しては、冷戦が「熱戦」になった場合にはNATOに合流して対ソ戦に対し参戦する、と決めていたことが冷戦後になって明らかになっている。
軍事訓練などにおいて、仮想上の敵はソビエトなどワルシャワ条約機構の加盟国だったが、国際関係上スウェーデンにとって特別な敵国は存在しなかった。しかしスウェーデンは、その中立的指向・単独主義ゆえに重武装を常としており、周辺国への警戒を怠ってはいない。なお、冷戦終結後のスウェーデンは中立主義を事実上放棄しており、国産の第4世代ジェット戦闘機であるサーブ 39 グリペンの開発にあたっては積極的にアメリカ合衆国およびアメリカ企業の技術支援を導入した。また、欧州・大西洋パートナーシップ理事会に参画するなど、かつての西側陣営を中心とした他国との協調関係を構築している。
詳しくは、それぞれの項を参照。

## 組織
- スウェーデン陸軍
- スウェーデン空軍
- スウェーデン海軍
  - スウェーデン水陸両用軍団
- スウェーデン郷土防衛隊
- スウェーデン沿岸警備隊
- スウェーデン国防電波局

## 軍事学校
- 砲戦学校（ウプサラ）
- 機甲戦術学校（ハームステッド）
- 野外作業学校（ヴェクファ）
- 空軍士官学校（ウプサラ）
- パラシュート・レンジャー学校（カールスボーク）
- ヘリコプター戦学校（リンシェビング）